# Karate ai Giochi olimpici
Il karate è stato inserito per la prima ed unica volta all'interno del programma olimpico ai Giochi della XXXII Olimpiade di Tokyo, originariamente previsti per il 2020 ma posticipati al 2021 a causa della pandemia di COVID-19.

## Medagliere
| Pos. | Paese          | Oro | Argento | Bronzo | Totale |
| ---- | -------------- | --- | ------- | ------ | ------ |
| 1    | Giappone       | 1   | 1       | 1      | 3      |
| 2    | Spagna         | 1   | 1       | 0      | 2      |
| 3    | Egitto         | 1   | 0       | 1      | 2      |
| 3    | Italia         | 1   | 0       | 1      | 2      |
| 5    | Bulgaria       | 1   | 0       | 0      | 1      |
| 5    | Francia        | 1   | 0       | 0      | 1      |
| 5    | Iran           | 1   | 0       | 0      | 1      |
| 5    | Serbia         | 1   | 0       | 0      | 1      |
| 9    | Azerbaigian    | 0   | 2       | 0      | 2      |
| 10   | Turchia        | 0   | 1       | 3      | 4      |
| 11   | Ucraina        | 0   | 1       | 1      | 2      |
| 11   | Cina           | 0   | 1       | 1      | 2      |
| 13   | Arabia Saudita | 0   | 1       | 0      | 1      |
| 14   | Kazakistan     | 0   | 0       | 2      | 2      |
| 15   | Austria        | 0   | 0       | 1      | 1      |
| 15   | Giordania      | 0   | 0       | 1      | 1      |
| 15   | Hong Kong      | 0   | 0       | 1      | 1      |
| 15   | Taipei cinese  | 0   | 0       | 1      | 1      |
| 15   | Stati Uniti    | 0   | 0       | 1      | 1      |
| 15   | Ungheria       | 0   | 0       | 1      | 1      |